# Ora Europei Occidentale
| albastru         | Ora Europei Occidentale (UTC+0) Ora de vară a Europei Occidentale (UTC+1) |
| albastru deschis | Ora Europei Occidentale (UTC+0)                                           |
| roșu             | Ora Europei Centrale (UTC+1) Ora de vară a Europei Centrale (UTC+2)       |
| bej              | Ora Europei de Est (UTC+2) Ora de vară a Europei de Est (UTC+3)           |
| galben           | Ora Kaliningradului (UTC+2)                                               |
| verde            | Ora Moscovei / Ora Turciei (UTC+3)                                        |

Ora Europei Occidentale  (WET) este o denumire a fusului orar UTC+0, este timpul coordonat universal (UTC).
În Europa următoarele țări sau regiuni au:
- Anglia
- Irlanda
- Portugalia (cu excepția Insulelor Azore
- Insulele Canare (restul Spaniei având UTC +1)
- Insulele Feroe
- Groenlanda de nord-est (Danmarkshavn și împrejurimi)